# Annona dioica
Annona dioica A.St.-Hil. – gatunek rośliny z rodziny flaszowcowatych (Annonaceae Juss.). Występuje naturalnie w Boliwii, Paragwaju oraz Brazylii (w stanach Tocantins, Maranhão, Goiás, Mato Grosso do Sul, Mato Grosso, Minas Gerais, São Paulo, Parana i Rio Grande do Sul). 

## Morfologia
PokrójZimozielony krzew dorastający do 0,5–2 m wysokości.
LiścieMają kształt od odwrotnie owalnego do owalnego. Mierzą 5–16 cm długości oraz 3–15 szerokości. Nasada liścia jest zaokrąglona lub prawie sercowata. Liść na brzegu jest całobrzegi. Wierzchołek jest tępy.
KwiatySą pojedyncze. Rozwijają się na szczytach pędów. Mają 6 płatków o białej barwie.
OwoceSą kolczaste. Mają odwrotnie jajowaty kształt.

## Biologia i ekologia
Rośnie w cerrado. Występuje na wysokości do 1000 m n.p.m.